# Teodor Mikołaj Dembowski
Teodor Mikołaj Dembowski (ur. 5 grudnia 1766, zm. 11 kwietnia 1824) – senator Królestwa Polskiego (kongresowego), podprefekt powiatu gostynińskiego w Księstwie Warszawskim w 1811 roku, radca Rady Prefekturalnej departamentu warszawskiego w 1811 roku.

## Życiorys
Syn kasztelana czechowskiego, Stefana Dembowskiego h.Jelita i starościanki gostynińskiej, Ewy z Tarłów.
Po utworzeniu w 1815 Królestwa Kongresowego został kasztelanem i wszedł do Senatu Królestwa.
Teodor Dembowski był właścicielem m.in. Pacyny i Solca; z żoną Zuzanną z Dembowskich miał pięciu synów.

## Źródło
- Helena Więckowska: Polski Słownik Biograficzny. T. 5: Dąbrowski Jan Henryk - Dunin Piotr Stanisław. Kraków: Polska Akademia Umiejętności, 1939-1946, s. 100.